# Ruf 3400S
El Ruf 3400S es un automóvil deportivo construido por la empresa alemana Ruf sobre la base del Porsche Boxster, de primera generación. "3400" hace referencia a la cilindrada de su motor en centímetros cúbicos; el 3600S es esencialmente el mismo vehículo, pero con un motor de 3.6 litros de cilindrada.

## Características
Con un motor de 3.4 litros y 310 CV de potencia máxima a 6.800 RPM, al 3400S se le puede considerar sin ninguna duda un coche muy potente. Antes de su creación, la cifra de 360 Nm era algo inaudito. Aunque el motor proviene de una línea de montaje, en Ruf se prueban todos con un dinamómetro, y se desmontan y esquematizan aquellos que no entreguen la potencia nominal prevista. Poner este motor en su sitio es todo un trabajo que requiere que los soportes, filtros de aire, cableado y sistemas de escape sean totalmente nuevos. El 3400S está dotado de una transmisión manual de seis velocidades, e incorpora un sistema de control de tracción para controlar la potencia. Los frenos se han agrandado, siendo ahora discos de 318 mm ventilados interiormente con pinzas monobloque de cuatro pistones delante y discos de 229 mm detrás. El sistema antibloqueo de frenos es de serie. Las llantas de aleación son de cinco radios y 19 pulgadas, calzadas con neumáticos Pirelli asimétricos de 225/40 delante y 265/35 atrás. La suspensión es de tipo MacPherson independiente en las cuatro ruedas no ha sufrido cambios significativos, pero Ruf ha introducido muelles y amortiguadores mejorados.
El Ruf 3400S es también un poco más bajo, lo que le da un aspecto impresionante en la carretera. El aspecto exterior del 3400S es absolutamente espectacular. Sus exclusivos faros delanteros, el spoiler y los faldones laterales, unidos a los retrovisores de Ruf hacen que el resultado sea una máquina totalmente agresiva y a la vez agradable a la vista. En el interior se incluyen los asientos del GT3 aunque los compradores pueden especificar como quieren el interior de su vehículo. También dispone de un preciso techo eléctrico que se pliega en 12 segundos. 
El 3400S tal vez no sea tan feroz como las demás creaciones de RUF, pero gracias a su  relativamente ligero peso consigue unas prestaciones excepcionales: acelera de 0 a 100 km/h en 5 segundos y alcanza los 160 en unos 11,5 segundos, siendo su velocidad máxima de unos 280 km/h.
- Datos: Q978915